# Jim Van Bebber
Jim Van Bebber (* 24. November 1964 in Greenville, Ohio) ist ein US-amerikanischer Filmemacher.

## Leben
Jim Van Bebber wuchs in Ohio auf und begann schon als Jugendlicher Filme zu drehen. Er studierte an der Wright State University in Dayton, verließ die Universität jedoch nach einem Jahr ohne Abschluss. Von seinem Studentenkredit finanzierte er seinen ersten Spielfilm: das Gangdrama Deadbeat at Dawn. Es folgte der Kurzfilm Roadkill: The Last Days of John Martin, der nach dem Filmkritiker Chas Balun trotz seiner kurzen Laufzeit ein Klassiker des Splatterfilms sei. In einem Aufsatz, im deutschsprachigen Raum im Buch Splatterpunk 2 erschienen, feierte er 1990 Van Bebber als Hoffnung des modernen Splatterfilms.
Allerdings sollten die Arbeiten an den weiteren Filmen längere Zeit in Anspruch nehmen. Der bereits 1988 angekündigte The Manson Family erschien erst 2003. Der Film handelt, wie der Titel schon sagt, von Charles Manson und seiner „Family“. Van Bebber war insbesondere durch den Fernsehfilm Helter Skelter zum Filmemachen gekommen.
In der Zwischenzeit drehte Van Bebber unter anderem Musikvideos für Pantera, Superjoint Ritual, Skinny Puppy und Necrophagia. Als Schauspieler war er neben seinen eigenen Produktionen auch in The Mutilation Man (1998) und Zombie Cult Massacre (1998) tätig.

## Filmografie

### Als Regisseur
- 1988: Deadbeat at Dawn (auch Drehbuchautor und Hauptdarsteller)
- 1990: Kata (zusammen mit Samuel Turcotte)
- 1994: Roadkill: The Last Days of John Martin (Kurzfilm)
- 1994: My Sweet Satan (Kurzfilm)
- 2002: Necrophagia: Through Eyes of the Dead (Musikvideos und Rahmenhandlung)
- 2003: The Manson Family (auch Darsteller und Drehbuchautor)

### Als Darsteller
- 1990: Demented
- 1998: The Mutilation Man
- 1998: Zombie Cult Massacre
- 2017: American Guinea Pig: The Song of Solomon

### Als Kameramann
- 2014: American Guinea Pig

### Auftritte in Dokumentationen
- 2000: Texas Chain Saw Massacre: The Shocking Truth
- 2001: In the Belly of the Beast (über das FantAsia Film Festival in Montreal)
- 2003: Shock Movie Massacre (Episode 1.3)
- 2005: The VanBebber Family

### Musikvideos
- 1991: Skinny Puppy: Spasmolytic
- 2000: Pantera: Revolution Is My Name
- 2003: Superjoint Ritual: Fuck Your Enemy